# Monster High (série littéraire)
 (novembre 2023).
Si vous disposez d'ouvrages ou d'articles de référence ou si vous connaissez des sites web de qualité traitant du thème abordé ici, merci de compléter l'article en donnant les références utiles à sa vérifiabilité et en les liant à la section « Notes et références ».
 (novembre 2023).
La mise en forme du texte ne suit pas les recommandations de Wikipédia : il faut le « wikifier ».
Les points d'amélioration suivants sont les cas les plus fréquents :
- Les titres sont pré-formatés par le logiciel. Ils ne sont ni en capitales, ni en gras.
- Le texte ne doit pas être écrit en capitales (les noms de famille non plus), ni en gras, ni en italique, ni en « petit »…
- Le gras n'est utilisé que pour surligner le titre de l'article dans l'introduction, une seule fois.
- L'italique est rarement utilisé : mots en langue étrangère, titres d'œuvres, noms de bateaux, etc.
- Les citations ne sont pas en italique mais en corps de texte normal. Elles sont entourées par des guillemets français : « et ».
- Les listes à puces sont à éviter, des paragraphes rédigés étant largement préférés. Les tableaux sont à réserver à la présentation de données structurées (résultats, etc.).
- Les appels de note de bas de page (petits chiffres en exposant, introduits par l'outil «  Source ») sont à placer entre la fin de phrase et le point final[comme ça].
- Les liens internes (vers d'autres articles de Wikipédia) sont à choisir avec parcimonie. Créez des liens vers des articles approfondissant le sujet. Les termes génériques sans rapport avec le sujet sont à éviter, ainsi que les répétitions de liens vers un même terme.
- Les liens externes sont à placer uniquement dans une section « Liens externes », à la fin de l'article. Ces liens sont à choisir avec parcimonie suivant les règles définies. Si un lien sert de source à l'article, son insertion dans le texte est à faire par les notes de bas de page.
- La présentation des références doit suivre les conventions bibliographiques. Il est recommandé d'utiliser les modèles {{Ouvrage}}, {{Chapitre}}, {{Article}}, {{Lien web}} et/ou {{Bibliographie}}. Le mode d'édition visuel peut mettre en forme automatiquement les références.
- Insérer une infobox (cadre d'informations à droite) n'est pas obligatoire pour parachever la mise en page.

Pour une aide détaillée, merci de consulter Aide:Wikification.
Si vous pensez que ces points ont été résolus, vous pouvez retirer ce bandeau et améliorer la mise en forme d'un autre article.
Monster High est une série de fantasy écrite par Lisi Harrison. La franchise Monster High a été déclinée également en dessins animés et poupées par la marque Mattel. Les livres sont traduits et édités en France aux éditions Castelmore avec Paola Appelius.

## Éditions
Le Tome 1 est basé sur la présentation des personnages, des lieux et Frankie en est l'héroïne. Ces aventures mènent à un surnom donnés par des élèves en colère MONSTER HIGH. Le Tome 2 est basé sur Cleo de Nile, sa maison, ses habitudes et sa façon de penser. Le Tome 3 est basé sur Clawdeen, son refuge, ses escapades nocturnes, et montre le début de l'histoire d'amour entre Clawd (le frère de Clawdeen) et Draculaura (sa meilleure amie). Le Tome 4 est basé sur la vie de Draculaura et sur un concours qui lui permettrait de gagner une estime qu'elle n'a jamais ressentie auprès de son père.

## Critiques
Cette série de livres était déjà, juste après sa sortie dans le top 5 des meilleures ventes du New-York Times. Le magazine Super l'a qualifié de « passionnant, glamour et très amusant, une lecture parfaite à dévorer ! ».

## Personnages

### Série Monster High par Lisi Harrison
- Frankie Stein
- Cleo de Nile
- Clawdeen Wolf
- Draculaura
- Lagoona Blue
- Jackson Jekyll/Holt Hyde
- Spectra Vondergeist
- Ghoulia Yelps
- Thomas Cramé
- Deuce Gorgon
- Clawd Wolf
- Mélodie Carver
- Candace Carver
- Billy
- Mme J
- Bekka
- Brett
- Haylee

## Séries Monster High
| Tomes | Titre français            | Titre original                      | Date de sortie     |
| ----- | ------------------------- | ----------------------------------- | ------------------ |
| 1     | Monster High              | Monster High                        | 1er septembre 2010 |
| 2     | Radicalement vôtre        | The Ghoul Next Door                 | 5 avril 2011       |
| 3     | Quand on parle du loup... | Where There's a Wolf, There's a Way | 20 septembre 2011  |
| 4     | De vampire en pire        | Back and Deader Than Ever           | 1er mai 2012       |

| Tomes | Titre français                | Titre original                     | Date de sortie    |
| ----- | ----------------------------- | ---------------------------------- | ----------------- |
| 1     | Meilleures Goules pour la vie | Ghoulfriends Forever               | 5 septembre 2012  |
| 2     | Goules toujours !             | Ghoulfriends Just Want to Have Fun | 2 avril 2013      |
| 3     | Chair de goule                | Who's That Ghoulfriend?            | 10 septembre 2013 |
| 4     | Jeu de goules                 | Ghoulfriends 'til the End          | 8 avril 2014      |
| H-S   | Livre de Brigoulage           | The Ghoul-It-Yourself Book         | 2 septembre 2014  |

| Tomes | Titre français | Titre original                                     | Date de sortie   |
| ----- | -------------- | -------------------------------------------------- | ---------------- |
| 1     | -              | Draculaura and the New Stepmomster                 | 4 août 2015      |
| 2     | -              | Frankie Stein and the New Ghoul at School          | 3 novembre 2015  |
| 3     | -              | Lagoona Blue and the Big Sea Scarecation           | 1er février 2016 |
| 4     | -              | Clawdeen Wolf and the Freaky-Fabulous Fashion Show | 3 mai 2016       |
| 5     | -              | Cleo and the Creeperific Mummy Makeover            | 2 août 2016      |

## Lieux utilisés dans le livre
Beverly Hills est mentionné en citant l'ancienne vie de Candace et Mélodie.
Les Bahamas est l'endroit où est positionné le yacht du père de Draculaura.
Salem est la ville de l'action. C'est le nid des RAD et des NUDIstes.